# لاشارد أندرسون
لاشارد أندرسون (بالإنجليزية: La'Shard Anderson)‏ مواليد 27 أبريل 1989 في سان دييغو، هو لاعب كرة سلة أمريكي. بدأ مسيرته الاحترافية في سنة 2011. يلعب مع نادي أيك لارنكا كلاعب هجوم خلفي. يحمل الرقم 4.

## المسيرة الاحترافية
لعب مع كابفنبيرغ بولز في سنة 2015، ثم لعب مع فريق روتردام في موسم 2016–2017، ثم لعب مع أيه إي كي لارنكا في سنة 2017.

## روابط خارجية
- لاشارد أندرسون على موقع كرة السلة الأوروبية.كوم (الإنجليزية)
- لاشارد أندرسون على موقع DraftExpress.com (الإنجليزية)
- لاشارد أندرسون على موقع كلية كرة السلة في سبورتس رفرنس.كوم (الإنجليزية)
- لاشارد أندرسون على موقع ريلجم (الإنجليزية)
- لاشارد أندرسون على موقع بروبوليرز (الإنجليزية)